# Corrin Labyrinthus
Il Corrin Labyrinthus è una formazione geologica della superficie di Titano.